# Mirosław Mielniczuk
Mirosław Mielniczuk (ur. 7 czerwca 1958 w Cieplicach Śląskich-Zdroju) – polski polityk, zootechnik, nauczyciel, ekonomista, urzędnik państwowy, w latach 2006–2007 sekretarz stanu w Ministerstwie Pracy i Polityki Społecznej.

## Życiorys

### Wykształcenie i praca zawodowa
W 1983 ukończył studia zootechniczne na Akademii Rolniczej w Szczecinie, a w 2001 – studia podyplomowe z zakresu bankowości i finansów w Szkole Głównej Handlowej w Warszawie. W 1994 uzyskał stopień naukowy doktora nauk rolniczych.
Zajął się prowadzeniem indywidualnego gospodarstwa rolnego. Od 1992 do 1995 był dyrektorem liceum ekonomicznego w Wolinie, a następnie kierował biurem Polskiego Związku Jeździeckiego i pełnił funkcję wiceprezesa tej organizacji. Został także członkiem rady Polskiego Klubu Wyścigów Konnych.
W latach 1995–1998 zajmował stanowisko burmistrza Wolina. W rządzie Jerzego Buzka pełnił funkcję prezesa Agencji Restrukturyzacji i Modernizacji Rolnictwa. Należał do Stronnictwa Konserwatywno-Ludowego, w którym pełnił funkcję prezesa władz wojewódzkich. Jako jego kandydat bez powodzenia startował w 2001 do Sejmu z listy Platformy Obywatelskiej. Od 2002 do 2005 był dyrektorem Instytutu im. Józefa Ślisza w Warszawie. Następnie pełnił funkcję dyrektora Zespołu Nadzoru Właścicielskiego Agencji Nieruchomości Rolnych.
Od sierpnia 2006 do 20 listopada 2007 był wiceministrem w randze sekretarza stanu w Ministerstwie Pracy i Polityki Społecznej i pełnomocnikiem rządu ds. osób niepełnosprawnych w rządzie Jarosława Kaczyńskiego (z rekomendacji Samoobrony RP), zastąpił na tym stanowisku Pawła Wypycha. W 2007 przystąpił do SKL, reaktywowanego przez Artura Balazsa. Zasiadł w zarządzie krajowym tego ugrupowania.
Został później wiceprezesem Wolińskiego Banku Spółdzielczego, a także przewodniczącym rady nadzorczej Kamieńskiego Towarzystwa Budownictwa Społecznego.